# Michael Richards
Michael Anthony Richards (Culver City, Kalifornija, 24. srpnja 1949.) američki je filmski i televizijski glumac i komičar, najpoznatiji po ulozi "ispaljenog" ("otkačenog") Cosma Kramera iz TV serije Seinfeld.

## Vanjske poveznice
|  | Zajednički poslužitelj ima još gradiva o temi Michael Richards |

- Michael Richards u internetskoj bazi filmova IMDb-u (engl.)